# 焦煤
生产焦炭的焦煤（coking coal），也称作冶金煤，属于烟煤或次烟煤。或用多种煤炭配比混合后炼焦。焦煤在炼焦炉中隔绝氧气经过1,000°C干馏后，可挥发成分已经去除，剩余的固态物质即焦炭。由于炼铁需要尽可能少的硫、磷雜質，所以应选择低硫低磷的焦煤。

## 分類
国际上一般把焦煤分为六种：
- 优质硬焦煤
- 标准硬焦煤
- 半硬焦煤
- 半软焦煤
- 低挥发分喷吹煤
- 高挥发分喷吹煤。

中国的焦煤分类（GB5751-1986）为：
- 弱粘煤（weak-sticky coal）
- 1／2中粘煤（1/2 middle sticky coal）
- 气煤（gas coal）
- 气肥煤（gas fat coal）
- 1／3焦煤（1/3 coking coal）
- 肥煤（fat coal）
- 焦煤（primary coking coal）
- 瘦煤（lean coal）
- 贫瘦煤（meager lean coal）
- 贫煤（meager coal）